# Třeboc
Třeboc är en ort i Tjeckien.   Den ligger i regionen Mellersta Böhmen, i den nordvästra delen av landet, 50 km väster om huvudstaden Prag. Třeboc ligger 455 meter över havet och antalet invånare är 130.
Terrängen runt Třeboc är platt åt sydväst, men åt nordost är den kuperad. Runt Třeboc är det ganska tätbefolkat, med 58 invånare per kvadratkilometer. Närmaste större samhälle är Žatec, 19,3 km nordväst om Třeboc. Trakten runt Třeboc består till största delen av jordbruksmark.